# Завесюхи
Завесюхи (пол. Zawiesiuchy) — село в Польщі, у гміні Станіславув Мінського повіту Мазовецького воєводства.
Населення — 46 осіб (2011).
У 1975—1998 роках село належало до Седлецького воєводства.

## Демографія
Демографічна структура станом на 31 березня 2011 року:
|          | Загалом | Допрацездатний вік | Працездатний вік | Постпрацездатний вік |
| -------- | ------- | ------------------ | ---------------- | -------------------- |
| Чоловіки | 25      | 2                  | 20               | 3                    |
| Жінки    | 21      | 4                  | 11               | 6                    |
| Разом    | 46      | 6                  | 31               | 9                    |